# 에른스트 2세 폰 작센코부르크고타 공작
에른스트 2세 폰 작센코부르크고타 공작(독일어: Ernst II. von Sachsen-Coburg und Gotha, 1818년 6월 21일 ~ 1893년 8월 22일)은 독일 작센코부르크고타 공국의 공작(재위: 1844년 1월 29일 ~ 1893년 8월 22일)이다.

## 생애
1818년 6월 21일에 코부르크에 위치한 에렌부르크궁에서 에른스트 1세 폰 작센코부르크고타 공작과 루이제 폰 작센고타알텐부르크 공녀 부부의 장남으로 태어났다. 그의 남동생은 영국의 빅토리아 여왕의 남편인 작센코부르크고타의 앨버트이다.
1824년에 에른스트 1세 공작과 루이제 공녀 부부가 이혼하면서 에른스트 2세와 앨버트 형제는 한동안 그의 할머니였던 아우구스테 로이스 추 에베르스도르프의 손에서 자라게 된다. 1826년에는 에른스트 1세 공작이 프리드리히 4세 폰 작센고타알텐부르크 공작이 소유했던 영지를 상속받았다. 1836년에는 에른스트 2세와 앨버트 형제가 윈저성을 방문하여 켄트의 빅토리아 왕녀를 만나면서 영어를 배웠다. 에른스트 2세는 1836년 말부터 군사 훈련을 받았고 1837년부터 1839년까지 본 대학교에 재학하게 된다.
1842년 5월 3일에는 알렉산드리네 폰 바덴과 결혼하였지만 자녀는 낳지 못했다. 1844년 1월 29일에는 아버지의 뒤를 이어 작센코부르크고타 공국의 공작이 되었고 1848년 독일 혁명을 계기로 작센코부르크고타 공국의 자유주의 개혁에 착수한다. 1849년에는 작센코브르크고타 공국의 민주적인 헌법을 제정했다.
제1차 슐레스비히 전쟁이 진행 중이던 1849년 4월 5일에 일어난 에케른푀르데 전투에서는 슐레스비히 공국-홀슈타인 공국 연합군의 사령관으로 복무하면서 덴마크 군대를 격파했다. 1852년에는 코부르크와 고타에서 제정된 작센코부르크고타 공국의 헌법을 하나로 통합했다.
미국 남북 전쟁이 진행 중이던 1861년에는 에른스트 라벤을 아메리카 연합국 텍사스주 주재 작센코부르트고타 공국 영사로 임명했다. 1862년에는 그리스의 오톤이 폐위되면서 오톤의 후임 국왕 후보로 거론되었지만 에른스트 2세는 이를 거절했다. 프로이센-오스트리아 전쟁, 프로이센-프랑스 전쟁에서 프로이센 군대를 지원하면서 오토 폰 비스마르크가 주도했던 독일의 통일을 지지했다.
에른스트 2세는 생전에 아마추어 작곡가로 활약하면서 오페라·연극을 위한 노래, 찬송가, 칸타타를 작곡했으며 작센코부르크고타 공국의 예술, 과학, 자연사 연구 활동을 지원했다. 1862년에는 독일의 동물학자인 알프레트 브렘과 함께 이집트, 아비시니아(현재의 에티오피아)를 여행했다.
1893년 8월 22일에 고타 인근에 위치한 라인하르츠브룬성에서 사망했다. 에른스트 2세의 남동생인 앨버트는 영국의 빅토리아 여왕과 결혼하여 9명(4남 5녀)의 자녀를 남겼는데 그중 차남인 알프레트 폰 작센코부르크고타 공작이 작센코부르크고타 공국의 후임 공작이 되었다.